# Durant (Mississippi)
Durant é uma cidade localizada no estado americano de Mississippi, no Condado de Holmes.

## Demografia
Segundo o censo americano de 2000, a sua população era de 2932 habitantes.
Em 2006, foi estimada uma população de 2792, um decréscimo de 140 (-4.8%).

## Geografia
De acordo com o United States Census Bureau tem uma área de
5,9 km², dos quais 5,8 km² cobertos por terra e 0,1 km² cobertos por água.

## Localidades na vizinhança
O diagrama seguinte representa as localidades num raio de 24 km ao redor de Durant.